# Parigi-Nizza 2025
La Parigi-Nizza 2025, ottantatreesima edizione della corsa, valida come sesta prova dell'UCI World Tour 2025 categoria 2.UWT, si svolse in otto tappe dal 9 al 16 marzo 2025 su un percorso di 1212,6 km, con partenza da Le Perray-en-Yvelines e tradizionale arrivo a Nizza, in Francia. La vittoria fu appannaggio dello statunitense Matteo Jorgenson, il quale completò il percorso in 26h26'42", alla media di 42,665 km/h, davanti al tedesco Florian Lipowitz ed all'olandese Thymen Arensman.

## Tappe
| Tappa  | Data     | Percorso                                               | km     | Vincitore di tappa      | Leader cl. generale |
| ------ | -------- | ------------------------------------------------------ | ------ | ----------------------- | ------------------- |
| 1ª     | 9 marzo  | Le Perray-en-Yvelines > Le Perray-en-Yvelines          | 156,1  | Tim Merlier             | Tim Merlier         |
| 2ª     | 10 marzo | Montesson > Bellegarde                                 | 183,9  | Tim Merlier             | Tim Merlier         |
| 3ª     | 11 marzo | Circuito di Nevers Magny-Cours > Nevers (cronosquadre) | 28,4   | Team Visma-Lease a Bike | Matteo Jorgenson    |
| 4ª     | 12 marzo | Vichy > La Loge des Gardes                             | 163,4  | João Almeida            | Jonas Vingegaard    |
| 5ª     | 13 marzo | Saint-Just-en-Chevalet > La Côte-Saint-André           | 203,3  | Lenny Martinez          | Matteo Jorgenson    |
| 6ª     | 14 marzo | Saint-Julien-en-Saint-Alban > Berre-l'Étang            | 209,8  | Mads Pedersen           | Matteo Jorgenson    |
| 7ª     | 15 marzo | Nizza > Auron                                          | 147,8  | Michael Storer          | Matteo Jorgenson    |
| 8ª     | 16 marzo | Nizza > Nizza                                          | 119,9  | Magnus Sheffield        | Matteo Jorgenson    |
| Totale | Totale   | Totale                                                 | 1212,6 |                         |                     |

## Squadre e corridori partecipanti
Al via 22 formazioni.
| N.      | Cod. | Squadra                         |
| ------- | ---- | ------------------------------- |
| 1-7     | TVL  | Team Visma-Lease a Bike         |
| 11-17   | SOQ  | Soudal Quick-Step               |
| 21-27   | UAD  | UAE Team Emirates XRG           |
| 31-37   | LTK  | Lidl-Trek                       |
| 41-47   | RBH  | Red Bull-Bora-Hansgrohe         |
| 51-57   | JAY  | Team Jayco AlUla                |
| 61-67   | IGD  | Ineos Grenadiers                |
| 71-77   | DAT  | Decathlon AG2R La Mondiale Team |
| 81-87   | TBV  | Bahrain Victorious              |
| 91-97   | TPP  | Team Picnic PostNL              |
| 101-107 | MOV  | Movistar Team                   |

| N.      | Cod. | Squadra                |
| ------- | ---- | ---------------------- |
| 111-117 | TUD  | Tudor Pro Cycling Team |
| 121-127 | GFC  | Groupama-FDJ           |
| 131-137 | XAT  | XDS Astana Team        |
| 141-147 | ARK  | Arkéa-B&B Hotels       |
| 151-157 | EFE  | EF Education-EasyPost  |
| 161-167 | UXM  | Uno-X Mobility         |
| 171-177 | COF  | Cofidis                |
| 181-187 | IWA  | Intermarché-Wanty      |
| 191-197 | TEN  | TotalEnergies          |
| 201-207 | ADC  | Alpecin-Deceuninck     |
| 211-217 | CJR  | Caja Rural-Seguros RGA |

## Dettagli delle tappe

### 1ª tappa
- 9 marzo: Le Perray-en-Yvelines > Le Perray-en-Yvelines  – 156,5 km

Risultati
| Pos. | Corridore       | Squadra | Tempo    |
| ---- | --------------- | ------- | -------- |
| 1    | Tim Merlier     | Soudal  | 3h32'03" |
| 2    | Arnaud Démare   | Arkéa   | s.t.     |
| 3    | Alberto Dainese | Tudor   | s.t.     |

| Pos. | Corridore        | Squadra | Tempo    |
| ---- | ---------------- | ------- | -------- |
| 1    | Tim Merlier      | Soudal  | 3h31'53" |
| 2    | Arnaud Démare    | Arkéa   | a 4"     |
| 3    | Jhonatan Narváez | UAE     | s.t.     |

### 2ª tappa
- 10 marzo: Montesson > Bellegarde – 183,9 km

Risultati
| Pos. | Corridore         | Squadra       | Tempo    |
| ---- | ----------------- | ------------- | -------- |
| 1    | Tim Merlier       | Soudal        | 4h11'29" |
| 2    | Émilien Jeannière | TotalEnergies | s.t.     |
| 3    | Mads Pedersen     | Lidl          | s.t.     |

| Pos. | Corridore         | Squadra       | Tempo    |
| ---- | ----------------- | ------------- | -------- |
| 1    | Tim Merlier       | Soudal        | 7h43'12" |
| 2    | Arnaud Démare     | Arkéa         | a 14"    |
| 3    | Émilien Jeannière | TotalEnergies | s.t.     |

### 3ª tappa
- 11 marzo: Circuito di Nevers Magny-Cours > Nevers - cronosquadre – 28,4 km

Risultati
| Pos. | Squadra                 | Tempo  |
| ---- | ----------------------- | ------ |
| 1    | Team Visma-Lease a Bike | 30'26" |
| 2    | Team Jayco AlUla        | a 14"  |
| 3    | Red Bull-Bora-Hansgrohe | a 24"  |

| Pos. | Corridore        | Squadra | Tempo    |
| ---- | ---------------- | ------- | -------- |
| 1    | Matteo Jorgenson | Visma   | 8h13'52" |
| 2    | Jonas Vingegaard | Visma   | a 6"     |
| 3    | Michael Matthews | Jayco   | a 21"    |

### 4ª tappa
- 12 marzo: Vichy > La Loge des Gardes – 163,4 km

Risultati
| Pos. | Corridore         | Squadra | Tempo    |
| ---- | ----------------- | ------- | -------- |
| 1    | João Almeida      | UAE     | 3h37'06" |
| 2    | Jonas Vingegaard  | Visma   | a 1"     |
| 3    | Mattias Skjelmose | Lidl    | a 2"     |

| Pos. | Corridore         | Squadra | Tempo     |
| ---- | ----------------- | ------- | --------- |
| 1    | Jonas Vingegaard  | Visma   | 11h50'59" |
| 2    | Matteo Jorgenson  | Visma   | a 5"      |
| 3    | Mattias Skjelmose | Lidl    | a 33"     |

### 5ª tappa
- 13 marzo: Saint-Just-en-Chevalet > La Côte-Saint-André – 196,5 km

Risultati
| Pos. | Corridore        | Squadra | Tempo    |
| ---- | ---------------- | ------- | -------- |
| 1    | Lenny Martinez   | Bahrain | 2h36'23" |
| 2    | C. Champoussin   | XDS     | a 3"     |
| 3    | Matteo Jorgenson | Visma   | s.t.     |

| Pos. | Corridore        | Squadra  | Tempo     |
| ---- | ---------------- | -------- | --------- |
| 1    | Matteo Jorgenson | Visma    | 14h27'26" |
| 2    | Jonas Vingegaard | Visma    | a 22"     |
| 3    | Florian Lipowitz | Red Bull | a 36"     |

### 6ª tappa
- 14 marzo: Saint-Julien-en-Saint-Alban > Berre-l'Étang – 209,8 km

Risultati
| Pos. | Corridore      | Squadra | Tempo    |
| ---- | -------------- | ------- | -------- |
| 1    | Mads Pedersen  | Lidl    | 4h25'37" |
| 2    | Joshua Tarling | Ineos   | s.t.     |
| 3    | Samuel Watson  | Ineos   | s.t.     |

| Pos. | Corridore         | Squadra  | Tempo     |
| ---- | ----------------- | -------- | --------- |
| 1    | Matteo Jorgenson  | Visma    | 20h52'57" |
| 2    | Florian Lipowitz  | Red Bull | a 40"     |
| 3    | Mattias Skjelmose | Lidl     | a 59"     |

### 7ª tappa
- 15 marzo: Nizza > Auron – 147,8 km

Risultati
| Pos. | Corridore         | Squadra | Tempo    |
| ---- | ----------------- | ------- | -------- |
| 1    | Michael Storer    | Tudor   | 2h43'31" |
| 2    | Mauro Schmid      | Jayco   | a 20"    |
| 3    | Georg Steinhauser | EF      | a 30"    |

| Pos. | Corridore        | Squadra  | Tempo    |
| ---- | ---------------- | -------- | -------- |
| 1    | Matteo Jorgenson | Visma    | 23h37"42 |
| 2    | Florian Lipowitz | Red Bull | a 37"    |
| 3    | Thymen Arensman  | Ineos    | a 1'20"  |

### 8ª tappa
- 16 marzo: Nizza > Nizza – 119 km

Risultati
| Pos. | Corridore        | Squadra   | Tempo    |
| ---- | ---------------- | --------- | -------- |
| 1    | Magnus Sheffield | Ineos     | 2h48'37" |
| 2    | Matteo Jorgenson | Visma     | a 29"    |
| 3    | Felix Gall       | Decathlon | a 35"    |

| Pos. | Corridore        | Squadra  | Tempo     |
| ---- | ---------------- | -------- | --------- |
| 1    | Matteo Jorgenson | Visma    | 26h26'42" |
| 2    | Florian Lipowitz | Red Bull | a 1'15"   |
| 3    | Thymen Arensman  | Ineos    | a 1'58"   |

## Evoluzione delle classifiche
| Tappa              | Vincitore               | Classifica generale Maglia gialla | Classifica a punti Maglia verde | Classifica scalatori Maglia a pois | Classifica giovani Maglia bianca | Classifica a squadre Numero giallo |
| ------------------ | ----------------------- | --------------------------------- | ------------------------------- | ---------------------------------- | -------------------------------- | ---------------------------------- |
| 1ª                 | Tim Merlier             | Tim Merlier                       | Tim Merlier                     | Alexandre Delettre                 | Magnus Sheffield                 | XDS Astana Team                    |
| 2ª                 | Tim Merlier             | Tim Merlier                       | Tim Merlier                     | Alexandre Delettre                 | Mick van Dijke                   | XDS Astana Team                    |
| 3ª                 | Team Visma-Lease a Bike | Matteo Jorgenson                  | Tim Merlier                     | Alexandre Delettre                 | Florian Lipowitz                 | Team Visma-Lease a Bike            |
| 4ª                 | João Almeida            | Jonas Vingegaard                  | Tim Merlier                     | João Almeida                       | Mattias Skjelmose                | Ineos Grenadiers                   |
| 5ª                 | Lenny Martinez          | Matteo Jorgenson                  | Tim Merlier                     | João Almeida                       | Florian Lipowitz                 | Ineos Grenadiers                   |
| 6ª                 | Mads Pedersen           | Matteo Jorgenson                  | Mads Pedersen                   | Thomas Gachignard                  | Florian Lipowitz                 | Ineos Grenadiers                   |
| 7ª                 | Michael Storer          | Matteo Jorgenson                  | Mads Pedersen                   | Thomas Gachignard                  | Florian Lipowitz                 | Ineos Grenadiers                   |
| 8ª                 | Magnus Sheffield        | Matteo Jorgenson                  | Mads Pedersen                   | Thomas Gachignard                  | Florian Lipowitz                 | Ineos Grenadiers                   |
| Classifiche finali | Classifiche finali      | Matteo Jorgenson                  | Mads Pedersen                   | Thomas Gachignard                  | Florian Lipowitz                 | Ineos Grenadiers                   |

Maglie indossate da altri ciclisti in caso di due o più maglie vinte
- Nella 2ª e 3ª tappa Arnaud Démare ha indossato la maglia verde al posto di Tim Merlier.

## Classifiche finali

### Classifica generale - Maglia gialla
| Pos. | Corridore        | Squadra  | Tempo     |
| ---- | ---------------- | -------- | --------- |
| 1    | Matteo Jorgenson | Visma    | 26h26'42" |
| 2    | Florian Lipowitz | Red Bull | a 1'15"   |
| 3    | Thymen Arensman  | Ineos    | a 1'58"   |
| 4    | Magnus Sheffield | Ineos    | a 2'17"   |
| 5    | Michael Storer   | Tudor    | a 3'03"   |
| 6    | João Almeida     | UAE      | a 3'57"   |
| 7    | C. Champoussin   | XDS      | a 4'00"   |
| 8    | Harold Tejada    | XDS      | a 4'53"   |
| 9    | Tobias Foss      | Ineos    | a 4'59"   |
| 10   | Ilan Van Wilder  | Soudal   | a 5'26"   |

### Classifica a punti - Maglia verde
| Pos. | Corridore        | Squadra | Punti |
| ---- | ---------------- | ------- | ----- |
| 1    | Mads Pedersen    | Lidl    | 62    |
| 2    | Matteo Jorgenson | Visma   | 57    |
| 3    | Magnus Sheffield | Ineos   | 41    |
| 4    | Axel Zingle      | Visma   | 36    |
| 5    | Michael Storer   | Tudor   | 33    |

### Classifica scalatori - Maglia a pois
| Pos. | Corridore          | Squadra       | Punti |
| ---- | ------------------ | ------------- | ----- |
| 1    | Thomas Gachignard  | TotalEnergies | 21    |
| 2    | Michael Storer     | Tudor         | 20    |
| 3    | João Almeida       | UAE           | 20    |
| 4    | Alexandre Delettre | TotalEnergies | 17    |
| 5    | Lenny Martinez     | Bahrain       | 14    |

### Classifica giovani - Maglia bianca
| Pos. | Corridore          | Squadra  | Tempo     |
| ---- | ------------------ | -------- | --------- |
| 1    | Florian Lipowitz   | Red Bull | 26h27'57" |
| 2    | Magnus Sheffield   | Ineos    | a 1'02"   |
| 3    | Ilan Van Wilder    | Soudal   | a 4'11"   |
| 4    | Pablo Castrillo    | Movistar | a 4'30"   |
| 5    | Raúl García Pierna | Arkéa    | a 8'52"   |

### Classifica a squadre
| Pos. | Squadra                         | Tempo     |
| ---- | ------------------------------- | --------- |
| 1    | Ineos Grenadiers                | 79h29'04" |
| 2    | Movistar Team                   | a 15'32"  |
| 3    | Red Bull-Bora-Hansgrohe         | a 24'30"  |
| 4    | XDS Astana Team                 | a 25'20"  |
| 5    | Decathlon AG2R La Mondiale Team | a 25'51"  |